# گولبن
گولبن (به آلمانی: Schwanenburg) در لتونی با جمعیت ۹٬۳۴۷ نفر است که در لتونی واقع شده‌است.